# Califia chilensis
Califia chilensis är en ringmaskart som beskrevs av Hartman 1967. Califia chilensis ingår i släktet Califia och familjen Orbiniidae. Inga underarter finns listade i Catalogue of Life.